# Leptoteratura yaeyamana
Leptoteratura yaeyamana is een rechtvleugelig insect uit de familie sabelsprinkhanen (Tettigoniidae). De wetenschappelijke naam van deze soort is voor het eerst geldig gepubliceerd in 1987 door Yamasaki.